# Спрингфілд (Південна Дакота)
Спрингфілд (англ. Springfield) — місто (англ. city) в США, в окрузі Бон-Ом штату Південна Дакота. Населення — 1914 особи (2020). Є найбільшим населеним пунктом округу. Засноване 1881 року.

## Географія
Спрингфілд розташований за координатами 42°51′45″ пн. ш. 97°53′47″ зх. д. / 42.86250° пн. ш. 97.89639° зх. д. (42.862482, -97.896498). За даними Бюро перепису населення США в 2010 році місто мало площу 2,62 км², уся площа — суходіл.

## Демографія
Згідно з переписом 2010 року, у місті мешкало 1989 осіб у 352 домогосподарствах у складі 200 родин. Густота населення становила 758 осіб/км². Було 433 помешкання (165/км²).
Расовий склад населення:
| - 70,7 % — білих - 23,3 % — корінних американців - 2,9 % — чорних або афроамериканців - 0,1 % — азіатів |

До двох чи більше рас належало 2,4 %. Частка іспаномовних становила 3,7 % від усіх жителів.
За віковим діапазоном населення розподілялося таким чином: 8,8 % — особи молодші 18 років, 80,6 % — особи у віці 18—64 років, 10,6 % — особи у віці 65 років та старші. Медіана віку мешканця становила 37,0 року. На 100 осіб жіночої статі у місті припадало 430,4 чоловіків; на 100 жінок у віці від 18 років та старших — 506,7 чоловіків також старших 18 років.
Середній дохід на одне домашнє господарство становив 42 777 доларів США (медіана — 32 500), а середній дохід на одну сім'ю — 53 411 долар (медіана — 49 531). За межею бідності перебувало 16,5 % осіб, у тому числі 18,3 % дітей у віці до 18 років та 17,6 % осіб у віці 65 років та старших.
Цивільне працевлаштоване населення становило 242 особи. Основні галузі зайнятості: освіта, охорона здоров'я та соціальна допомога — 22,3 %, публічна адміністрація — 21,1 %, виробництво — 14,9 %, мистецтво, розваги та відпочинок — 12,4 %.